# Куртяк Іван Федорович
Іван Федорович Куртяк (нар. 21 лютого 1888, Хуст, Австро-Угорщина — пом. 2 січня 1933, Севлюш, Перша Чехословацька Республіка) — громадсько-політичний діяч, педагог, мадярон.

## Життєпис
Іван Куртяк народився 21 лютого 1888 року в Хусті, Австро-Угорщина. У 1897-1902 роках навчався в народній школі, 1902-1906 роках — у горожанській школі міста Хуста. Закінчив Ужгородську греко-католицьку півце-учительську чоловічу семінарію у 1910 році. Працював учителем народних шкіл в селах Чепа (1910—1912) та Салдобош (1912—1914).
У роки Першої світової війни Куртяк воював у Австро-Угорській армії на східному фронті. У листопад 1914 року був поранений. Після шпиталю служив у 1916-1918 рока військовим цензором у Відні.
У вересень 1918 року Іван Куртяк повернувся на Закарпаття. У жовтні 1918-квітні 1919 років працював інспектором шкіл комітату Мармарош. Після приєднання Підкарпатської Русі до Чехословацької Республіки Куртяк відмовився від державної служби та зайнявся політичною діяльностю. Дотримувався москвофільських поглядів, займав послідовну про-угорську позицію. Діяльність Куртяка регулярно фінансувалася угорським урядом. У 1920—1923 роках був членом Центральної управи партії «Підкарпатського землеробського союзу».
Іван Куртяк був активним членом москвофільсько-мадяронського «Русского культурно-просвітнього товариства ім. А. Духновича» та членом його президії у 1923-1933 роках.
У січні 1924 року в Хусті Іван Куртяк разом з групою мадяронів заснував проугорську партію «Автономно-землеробський союз», метою якої було приєднання Закарпаття до Угорщини з наданням йому автономії. Іван Куртяк був головою «Автономно-землеробського союзу» з 1924 до 1933 року. У народі цю партію називали куртяківською, а її послідовників — куртяківцями. Автономно-землеробський союз утримувався за кошти Угорщини. Іван Куртяк зі своїм «Автономно-землеробським союз» перебував у опозиції до уряду Чехословацької Республіки, вимагаючи автономії Закарпаття, перегляду Сен-Жерменського мирного договору 1919 року щодо включення Закарпаття до складу Чехословаччини.
За списками «Автономно-землеробський союз» обирався депутатом нижньої палати Законодавчих зборів ЧСР у 1924—1933 роках.
Помер Іван Куртяк 2 січня 1933 року в лікарні м. Севлюш. Похований в Хусті. Після смерті Івана Куртяка наступником його у «Автономно-землеробському союзі» та членом парламенту Чехословаччини став Андрій Бродій.
Сини Івана Куртяка навчалися у мадярській гімназії в Комарно (тепер Словаччина), були виховані в угорському дусі й належали до мадярської шовіністичної молодіжної організації «Левенте».